# OK Liga 2018-2019
L'OK Liga 2018-2019 è stata la 50ª edizione del torneo di primo livello del campionato spagnolo di hockey su pista. La competizione è iniziata il 22 settembre 2018 e si è conclusa il 1º giugno 2019. Il torneo è stato vinto dal Barcellona per la trentesima volta nella sua storia, la sesta consecutiva.

## Stagione

### Novità
La stagione 2018-2019 dell'OK Liga vide ai nastri di partenza sedici club. Al posto delle retrocesse Arenys de Munt, Palafrugell e Asturhockey parteciparono le neoprommosse Alcobendas, Calafell e Sant Cugat.

### Formula
Come ormai consuetudine la manifestazione è organizzata tramite la disputa di un girone all'italiana, con gare di andata e ritorno per un totale di trenta giornate: sono assegnati 3 punti per l'incontro vinto e un punto a testa per l'incontro pareggiato, mentre non ne è attribuito alcuno per la sconfitta. Al termine della prima fase la prima squadra classificata è proclamata campione di Spagna mentre le squadre classificate dal tredicesimo al sedicesimo posto sono retrocesse in OK Liga Plata nella stagione successiva.
Le formazioni classificate dal primo all'ottavo posto al termine del girone di andata sono state ammesse alle Final Eight di Coppa del Re.

## Squadre partecipanti
| Club            | Stagione | Città                    | Stadio                                 | Stagione precedente           |
| --------------- | -------- | ------------------------ | -------------------------------------- | ----------------------------- |
| Alcobendas      | dettagli | Alcobendas               | Pabellón de los Sueños                 | 3º in OK Liga Plata, promosso |
| Barcellona      | dettagli | Barcellona               | Palau Blaugrana                        | 1º in OK Liga                 |
| Calafell        | dettagli | Calafell                 | Pavelló Joan Ortoll                    | 2º in OK Liga Plata, promosso |
| Caldes          | dettagli | Caldes de Montbui        | Pavelló Municipal d'Esports Torre Roja | 9º in OK Liga                 |
| Liceo La Coruña | dettagli | La Coruña                | Pazo dos Deportes de Riazor            | 2º in OK Liga                 |
| Girona          | dettagli | Gerona                   | Palau Girona-Fontajau                  | 7º in OK Liga                 |
| Igualada        | dettagli | Igualada                 | Poliesportiu Les Comes                 | 6º in OK Liga                 |
| Lleida          | dettagli | Lleida                   | Pavelló Onze de Setembre               | 5º in OK Liga                 |
| Lloret          | dettagli | Lloret de Mar            | Pavelló Municipal de Lloret de Mar     | 12º in OK Liga                |
| Noia            | dettagli | Sant Sadurní d'Anoia     | Pavelló Olímpic de l'Ateneu Agrícola   | 4º in OK Liga                 |
| PAS Alcoy       | dettagli | Alcoy                    | Pabellón Municipal Francisco Laporta   | 13º in OK Liga                |
| Reus Deportiu   | dettagli | Reus                     | Pavelló Olímpic de Reus                | 3º in OK Liga                 |
| Sant Cugat      | dettagli | Sant Cugat del Vallès    | Rambla del Celler - Pavelló II         | 1º in OK Liga Plata, promosso |
| Vendrell        | dettagli | El Vendrell              | Pavelló Municipal de El Vendrell       | 10º in OK Liga                |
| Vic             | dettagli | Vic                      | Pavelló Olímpic de Vic                 | 11º in OK Liga                |
| Voltregà        | dettagli | Sant Hipòlit de Voltregà | Pavelló Municipal de Voltregà          | 8º in OK Liga                 |

## Classifica finale
|                   | Pos. | Squadra         | Pt | G  | V  | N | P  | GF  | GS  | DR   |
| ----------------- | ---- | --------------- | -- | -- | -- | - | -- | --- | --- | ---- |
| Spagna (bandiera) | 1.   | Barcellona      | 84 | 30 | 27 | 3 | 0  | 161 | 48  | +113 |
|                   | 2.   | Liceo La Coruña | 66 | 30 | 21 | 3 | 6  | 136 | 73  | +63  |
|                   | 3.   | Reus Deportiu   | 63 | 30 | 18 | 9 | 3  | 121 | 71  | +50  |
|                   | 4.   | Noia            | 61 | 30 | 19 | 4 | 7  | 110 | 76  | +34  |
|                   | 5.   | Igualada        | 51 | 30 | 16 | 3 | 11 | 99  | 76  | +23  |
|                   | 6.   | Lleida          | 51 | 30 | 15 | 6 | 9  | 109 | 91  | +18  |
|                   | 7.   | Caldes          | 39 | 30 | 11 | 6 | 13 | 78  | 89  | -11  |
|                   | 8.   | Voltregà        | 34 | 30 | 10 | 4 | 16 | 70  | 87  | -17  |
|                   | 9.   | Girona          | 33 | 30 | 9  | 6 | 15 | 76  | 97  | -21  |
|                   | 10.  | Calafell        | 33 | 30 | 9  | 6 | 15 | 76  | 113 | -37  |
|                   | 11.  | Vic             | 32 | 30 | 8  | 8 | 14 | 61  | 79  | -18  |
|                   | 12.  | Lloret          | 32 | 30 | 8  | 8 | 14 | 75  | 110 | -35  |
|                   | 13.  | Alcobendas      | 29 | 30 | 8  | 5 | 17 | 91  | 129 | -38  |
|                   | 14.  | Vendrell        | 29 | 30 | 7  | 8 | 15 | 70  | 96  | -26  |
|                   | 15.  | Sant Cugat      | 23 | 30 | 5  | 8 | 17 | 80  | 107 | -27  |
|                   | 16.  | PAS Alcoy       | 15 | 30 | 4  | 3 | 23 | 65  | 126 | -61  |

Legenda:
  Vincitore della Coppa del Re 2019.
      Campione di Spagna e ammessa all'Eurolega 2019-2020.
      Ammesse all'Eurolega 2019-2020.
      Ammesse in Coppa WSE 2019-2020.
      Retrocesse in OK Liga Plata 2019-2020.
Note:
Tre punti a vittoria, uno a pareggio, zero a sconfitta.